# Barthélemy-François Dewandre
Barthélemy-François Dieudonné Dewandre (Luik, 15 oktober 1791 - Sint-Joost-ten-Node, 12 februari 1871) was een Belgisch magistraat.

## Biografie
Barthélemy-François Dewandre was een telg uit de familie Dewandre. Hij was een zoon van beeldhouwer, leraar en ambtenaar François-Joseph Dewandre en Marie-Catherine Beckoz, en een broer van jurist en politicus Henri Dewandre. Hij trouwde in 1818 in Luik met Marie-Agnès (Annette) Plumier (1792-1871), met wie hij een zoon, Barthel Dewandre, en drie dochters kreeg. Het echtpaar scheidde in 1841.
Hij studeerde samen met zijn broer rechten in Parijs (1813) en was achtereenvolgens:
- juni 1814: rechter in de rechtbank van eerste aanleg in Malmedy,
- december 1815: substituut van de procureur des Konings in Hoei,
- maart 1816: substituut van de procureur des Konings in Luik,
- januari 1831: krijgsauditeur voor de provincies Luik en Limburg,
- oktober 1832: advocaat-generaal bij het hof van beroep in Luik,
- 1834: advocaat-generaal bij het Hof van Cassatie,
- 1851: raadsheer in het Hof van Cassatie.

In 1867 ging Dewandre met emeritaat. Hij was tevens liberaal gemeenteraadslid van Sint-Joost-ten-Node, waar hij in 1871 overleed.